# Edenkobener Hütte am Hüttenbrunnen
Die Edenkobener Hütte am Hüttenbrunnen ist eine vom Ortsverein Edenkoben des Pfälzerwald-Vereins bewirtschaftete Schutzhütte im Pfälzerwald. Sie befindet sich im südlichen Teil der Haardt im Edenkobener Tal. Die Hütte liegt in einer Höhe von 367 m ü. NHN. Unweit der Hütte befindet sich der Ritterstein Nr. 235 Hüttenbrunnen im gleichnamigen Brunnen, wo mehrere kleine Wasserläufe zum Triefenbach zusammenfließen. Mit den anderen Häusern des Pfälzerwald-Vereins ist es seit 2021 mit dem Eintrag Pfälzerwaldhütten-Kultur Bestandteil des Immateriellen Kulturerbes in Deutschland der deutschen UNESCO-Kommission.

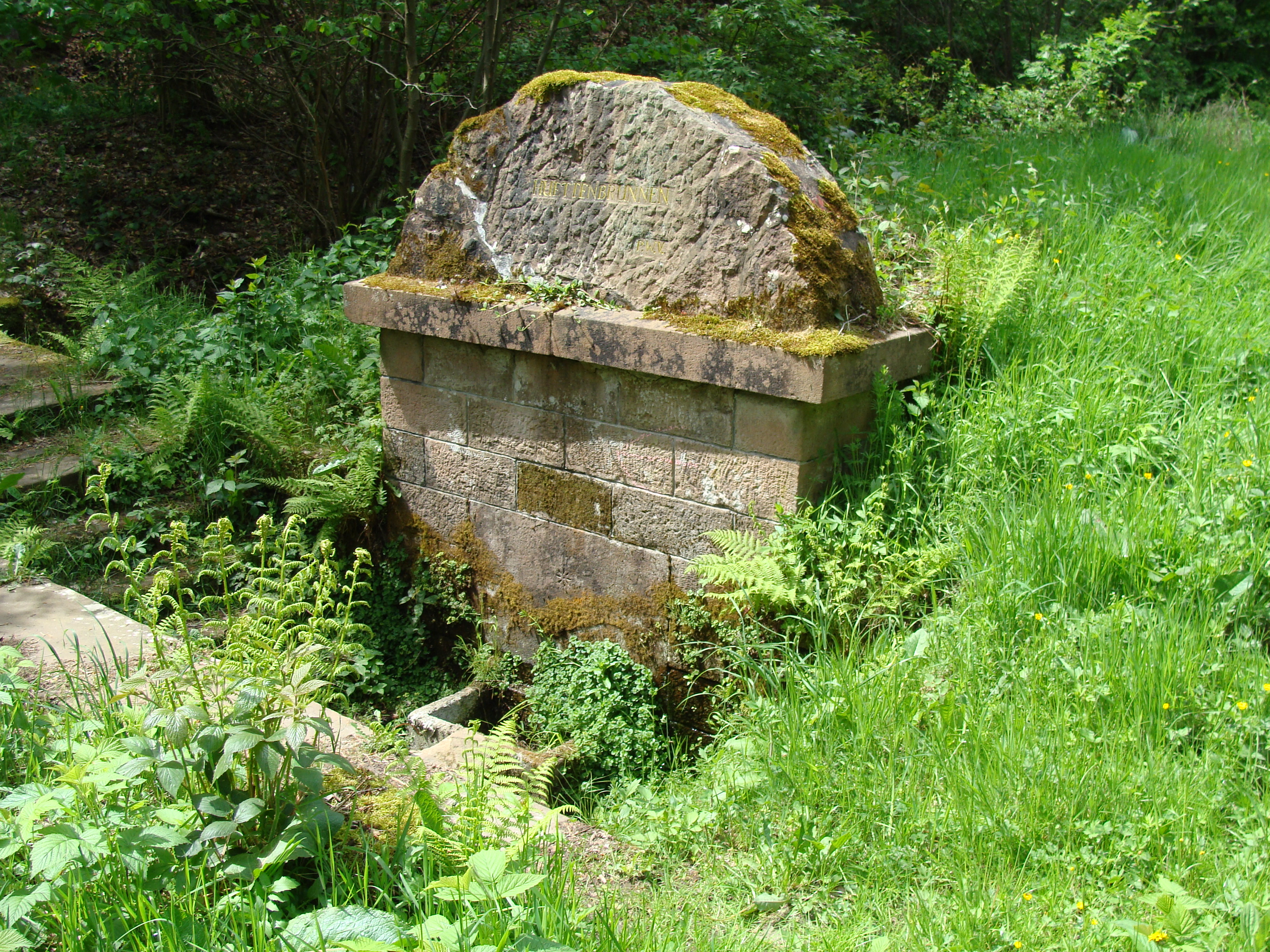
Ritterstein 235 Hüttenbrunnen

## Geschichte
Ein kleines rustikales Steinhaus wurde 1870 errichtet. Dieses befindet sich seit 1929 im Besitz des Pfälzerwald-Vereins. Das Haus wurde im Lauf der Jahre durch die Ortsgruppe Edenkoben erweitert und restauriert.

## Zugänge und Wanderungen
Die Hütte liegt an der Kreisstraße K6 von Edenkoben zum Forsthaus Heldenstein. In unmittelbarer Nähe befindet sich ein Wandererparkplatz. Als Ausgangspunkt von Wanderungen können Ziele über die im Süden gelegene Wegspinne am Kohlplatz, die nördlich gelegene Wegspinne an der St.-Martiner Hütte oder die westlich gelegene Lolosruhe erreicht werden. Über den Kohlplatz ist der Zugang zum Kesselberg (662 m), dem Frankenfelsen, dem Modenbachtal sowie dem Blättersberg (618 m) möglich. Ziele über die St.-Martiner Hütte können der Hochberg (636 m) und das Sankt Martiner Tal sein. Über die Lolosruhe kann der Steigerkopf (613 m) mit dem Schänzelturm erreicht werden. Die benachbarten Hütten des Pfälzerwald-Vereins sind das Haus an den Fichten, die Totenkopfhütte, das Waldhaus Drei Buchen, die Amicitia-Hütte und das Schweizerhaus. Eine weitere nahe gelegene Wanderhütte ist die Nellohütte. Auf Grund der Übernachtungsmöglichkeit ist die Hütte als Station bei Fernwanderungen geeignet.